# Szavannaölyv
A szavannaölyv vagy vörösnyakú ölyv (Buteo auguralis) a madarak osztályának vágómadár-alakúak (Accipitriformes) rendjébe, ezen belül a vágómadárfélék (Accipitridae) családjába tartozó faj.

## Rendszerezése
A fajt Tommaso Salvadori olasz ornitológus írta le 1865-ben.

## Előfordulása
Afrikában, Angola, Benin, Burkina Faso, Kamerun, a Közép-afrikai Köztársaság, Csád, a Kongói Köztársaság, a Kongói Demokratikus Köztársaság, Elefántcsontpart, Egyenlítői-Guinea, Etiópia, Gabon, Gambia, Ghána, Guinea, Libéria, Mali, Mauritánia, Niger, Nigéria, Szenegál, Sierra Leone, Szudán, Togo és Uganda területén honos.
Természetes élőhelyei a szubtrópusi vagy trópusi síkvidéki esőerdők és szavannák, valamint ültetvények. Vonuló faj.

## Megjelenése
A testhossza 40 centiméter, testtömege 525-890 gramm.

## Természetvédelmi helyzete
Az elterjedési területe rendkívül nagy, egyedszáma pedig növekszik. A Természetvédelmi Világszövetség Vörös listáján nem fenyegetett fajként szerepel.